# Pet Sounds (brano musicale)
Pet Sounds è un brano musicale strumentale composto e prodotto da Brian Wilson, ed è la dodicesima traccia, nonché title track, dell'album Pet Sounds dei The Beach Boys pubblicato nel 1966 dalla Capitol Records.

## Il brano
Lo strumentale venne eseguito da Brian insieme a diversi musicisti di studio, senza la presenza di nessun altro membro dei Beach Boys. Originariamente intitolato Run James Run, il pezzo doveva essere nelle intenzioni di Brian, una sorta di tema musicale da film di James Bond.
Pet Sounds venne registrata il 17 novembre 1965 ai Western Studios, con Chuck Britz come ingegnere del suono. Le singolari parti percussive presenti nel brano, furono prodotte dal batterista Ritchie Frost percuotendo due lattine vuote di Coca-Cola, dietro suggerimento di Brian.

## Formazione
- Brian Wilson - pianoforte[3]
- Roy Caton - tromba
- Jerry Cole - chitarra elettrica
- Ritchie Frost - batteria, lattine di Coca-Cola
- Bill Green - sax tenore, percussioni
- Jim Horn - sax tenore
- Plas Johnson - sax tenore, percussioni
- Carol Kaye - basso
- Jay Migliori - sax baritono
- Lyle Ritz - contrabbasso
- Billy Strange - chitarra elettrica
- Tommy Tedesco - chitarra